# Karbach (Gemeinde Gmunden)

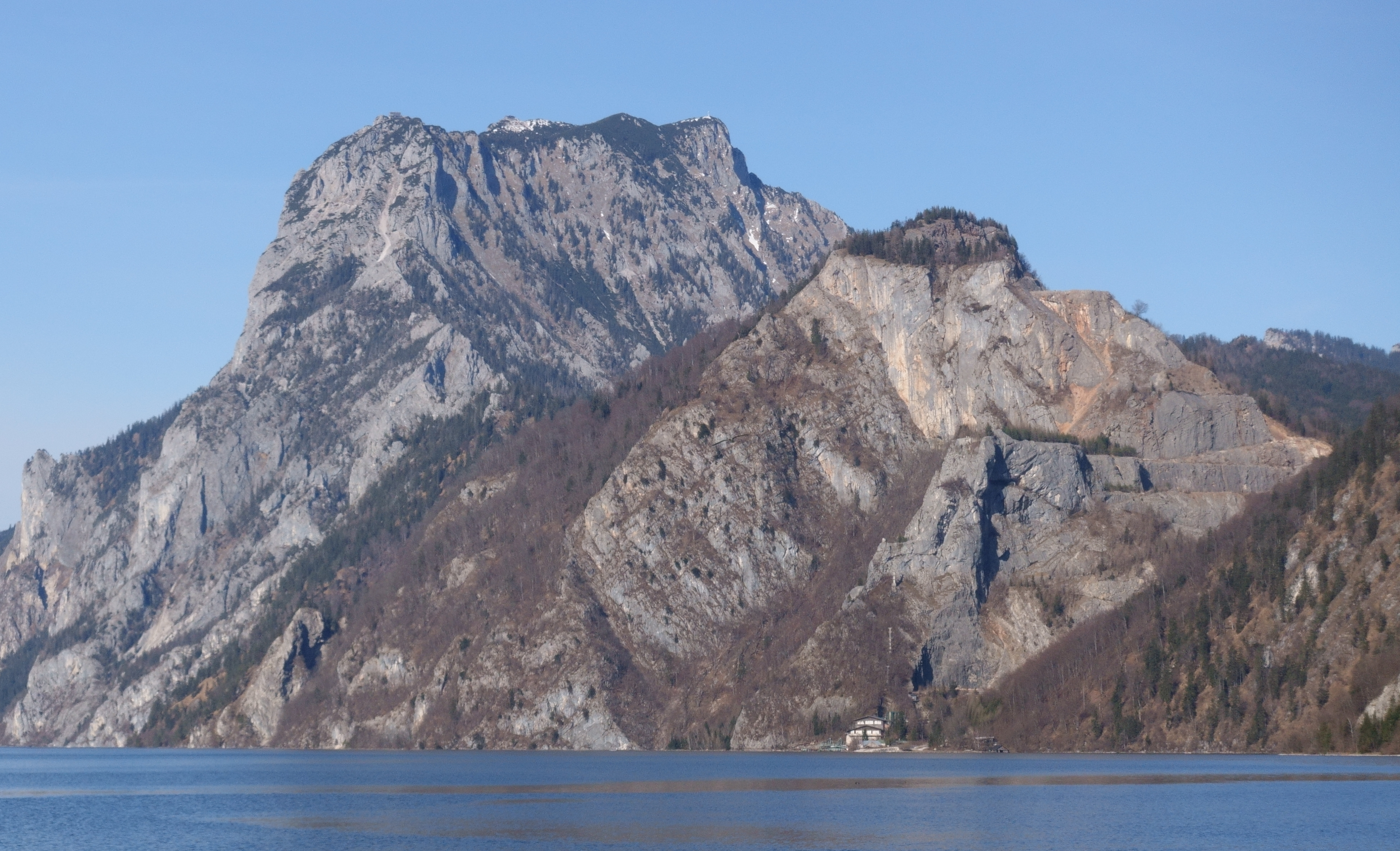
Blick von Süden auf den Kalksteinbruch in Karbach

Karbach ist eine Streusiedlung in der Stadtgemeinde Gmunden im Bezirk Gmunden in Oberösterreich. Sie liegt am Ostufer des Traunsees am Schwemmkegel des Karbachs und ist nur per Boot oder über eine nicht öffentliche Forststraße erreichbar. In Karbach befinden sich ein stillgelegter Steinbruch und eine seit 2023 geschlossene Jausenstation. Die Ortschaft ist ein beliebtes Ausflugsziel und wird per Wassertaxi von Traunkirchen angesteuert.

## Geschichte
In Karbach befand sich die Karbachmühle, eine Mahlmühle, die eine Backstube besaß und mit dem Wasser des Karbaches betrieben wurde. Sie gehörte ursprünglich zum Kloster Traunkirchen. Die Mühle lag an der Wasserstraße der
Salzhandelsroute, welche von Hallstatt über die Traun und den Traunsee bis nach Linz zur Donau führte. Da das obere Salzkammergut agrarisch unterversorgt war, wurde mit Hilfe der von Pferden flussaufwärts gezogenen Salzschiffe Getreide nach Gmunden und weiter ins Innere Salzkammergut transportiert. Die Mühle wurde später in ein Gasthaus umgebaut. Das Gebäude wurde um 1981 abgerissen.
In Karbach befinden sich die einzigen Vorkommen des chemisch hochreinen Plassen- und Tressensteinkalkes im Traunseegebiet, wo sie als schmaler langgestreckter Zug auftreten. Von 1890 bis 2005 baute die Firma Solvay den Kalkstein ab, der anschließend per Schiff und Seilbahn in die Sodafabrik Ebensee transportiert wurde, zur Calcinierung für das Solvay-Verfahren.
2013 ereignete sich ein großer Murenabgang, bei dem das Gebiet verschüttet und die Jausenstation schwer beschädigt wurde.

## Wanderungen
Karbach ist Ausgangsort für die meisten Befahrungen der Rötelseehöhle.